# Cuisines du palais de l'Élysée
Les cuisines du palais de l'Élysée sont les cuisines situées au sous-sol du palais de l’Élysée. Datant du président de la République Vincent Auriol, elles sont responsables de la préparation des repas du président et de son cabinet, mais aussi des dîners d'État.

## Description

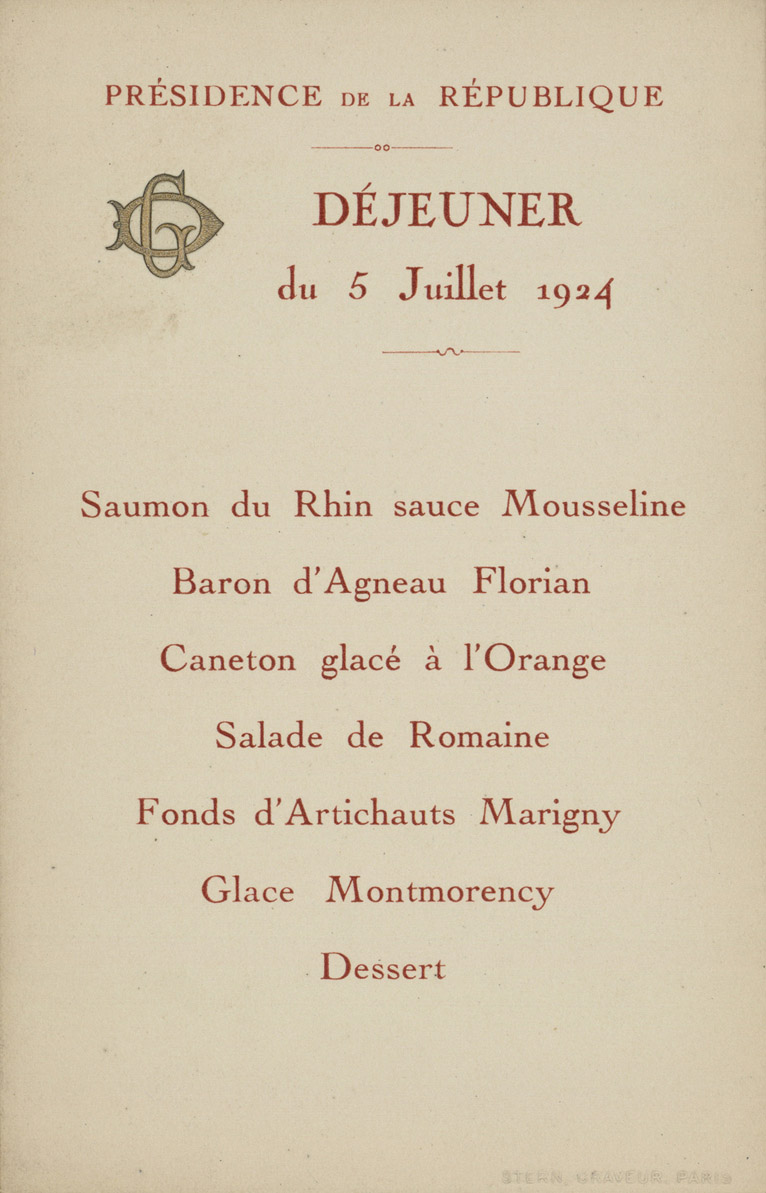
Exemple de menu réalisé par les cuisines de l'Élysée.

Les cuisines du palais occupent 500 m² dans les sous-sols du palais, sous l'aile Ouest, dans un espace voûté. Un couloir sous-terrain les relie au salon Napoléon III. Le lieu jouxte la cave à vin de l’Élysée, ainsi qu'une chambre réfrigérée. Le chef cuisinier de l’Élysée y gère son équipe, composée d'une vingtaine de cuisiniers,, ainsi que des plongeurs. Particulièrement mobilisée, les cuisines préparent, selon Patrice Duhamel et Jacques Santamaria, 95 000 repas par an. La plupart des ustensiles de cuisine utilisés datent, selon eux, « de 1845 et 1860 ».
Duhamel et Santamaria rapportent que tous les aliments cuisinés à l’Élysée proviennent de fournisseurs sélectionnés à l'issue d'une procédure de passation de marchés publics, contrôlées par la Cour des comptes et sous l'autorité de l'intendant et du chef cuisinier du palais. Tout ce qui est mangé par le président est préparé dans les cuisines, à l'exception de la baguette. Les produits servis sont exclusivement d'origine française. La cuisine travaille de concert avec la cave à vin du palais de l'Élysée.
Lorsque le président de la République se trouve en déplacement, les cuisines du palais préparent son repas, qui est transporté par l'armée française.

## Histoire

### Sous la Quatrième République
Si le palais de l’Élysée a toujours disposé de cuisines, la cuisine centrale telle qu'elle existe aujourd'hui a été créée par Vincent Auriol, dans les sous-sols du palais. Celui-ci se rend souvent aux cuisines après un dîner d’État.

### Sous la Cinquième République

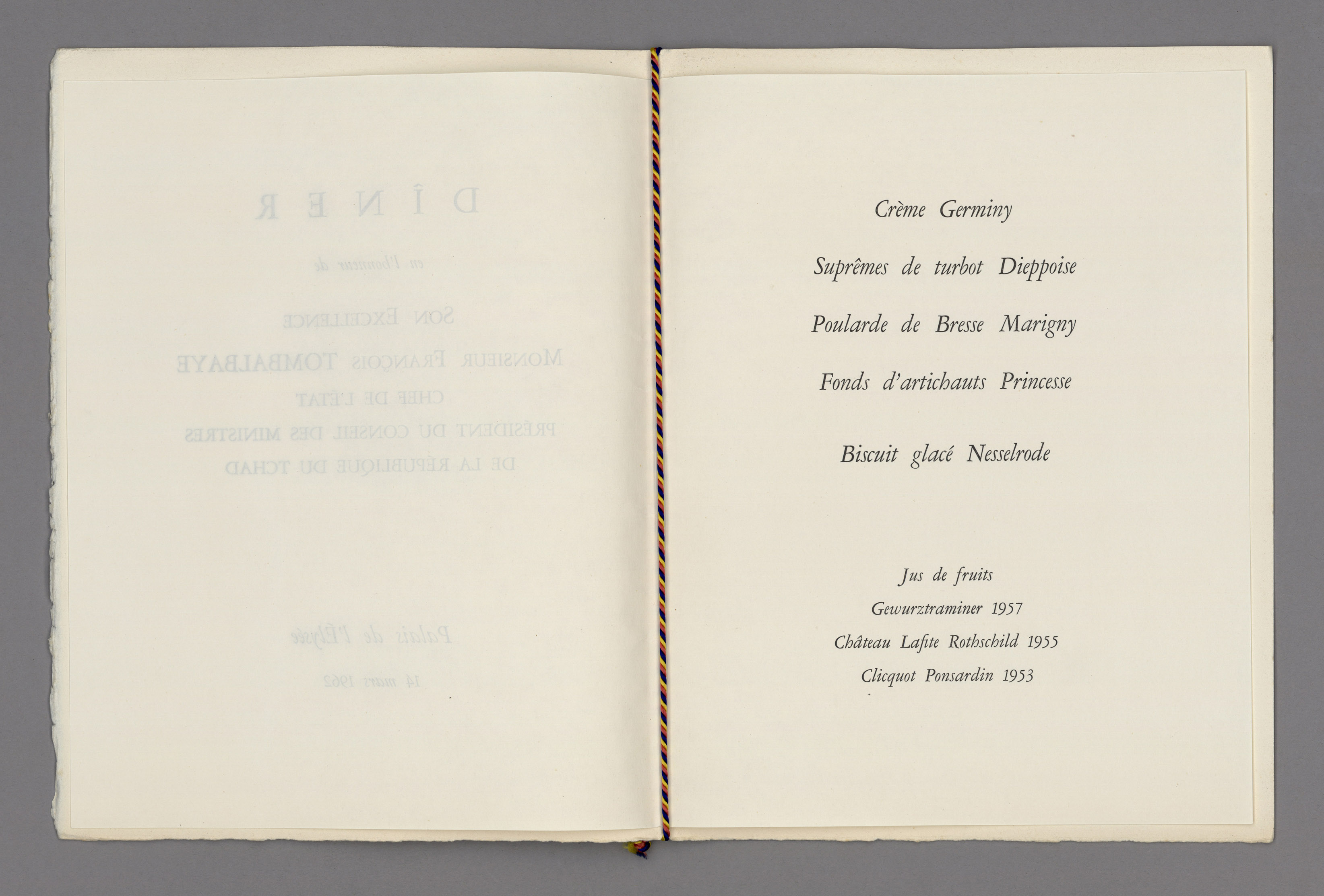
Menu du dîner du 14 mars 1962 au palais de l'Élysée : un menu classique de la Ve République.

Sous la présidence de Charles de Gaulle, Roland Pelois fait office de chef cuisinier. Marcel Le Servot est chef cuisinier à son tour sous Georges Pompidou et Valéry Giscard d'Estaing. Pompidou fait réorganiser la cuisine centrale afin de s'assurer que les plats n'arrivent plus à la table du président froids.
Sous François Mitterrand, Joël Normand est nommé comme chef cuisinier ; il y avait été embauché sous Charles de Gaulle comme commis. Mitterrand est le seul président à n'avoir jamais visité les cuisines depuis la création de la cuisine centrale par Auriol. Il dispose de son propre cuisinier travaillant au sein des appartements privés, puis d'une cuisinière, Danièle Mazet-Delpeuch. Une relation d'hostilité naît alors entre la cuisine centrale et la cuisine de la résidence. Cette situation fait l'objet d'un film, Les Saveurs du palais. En 1992, Danielle Mitterrand fait fusionner la cuisine de la résidence avec la cuisine centrale.

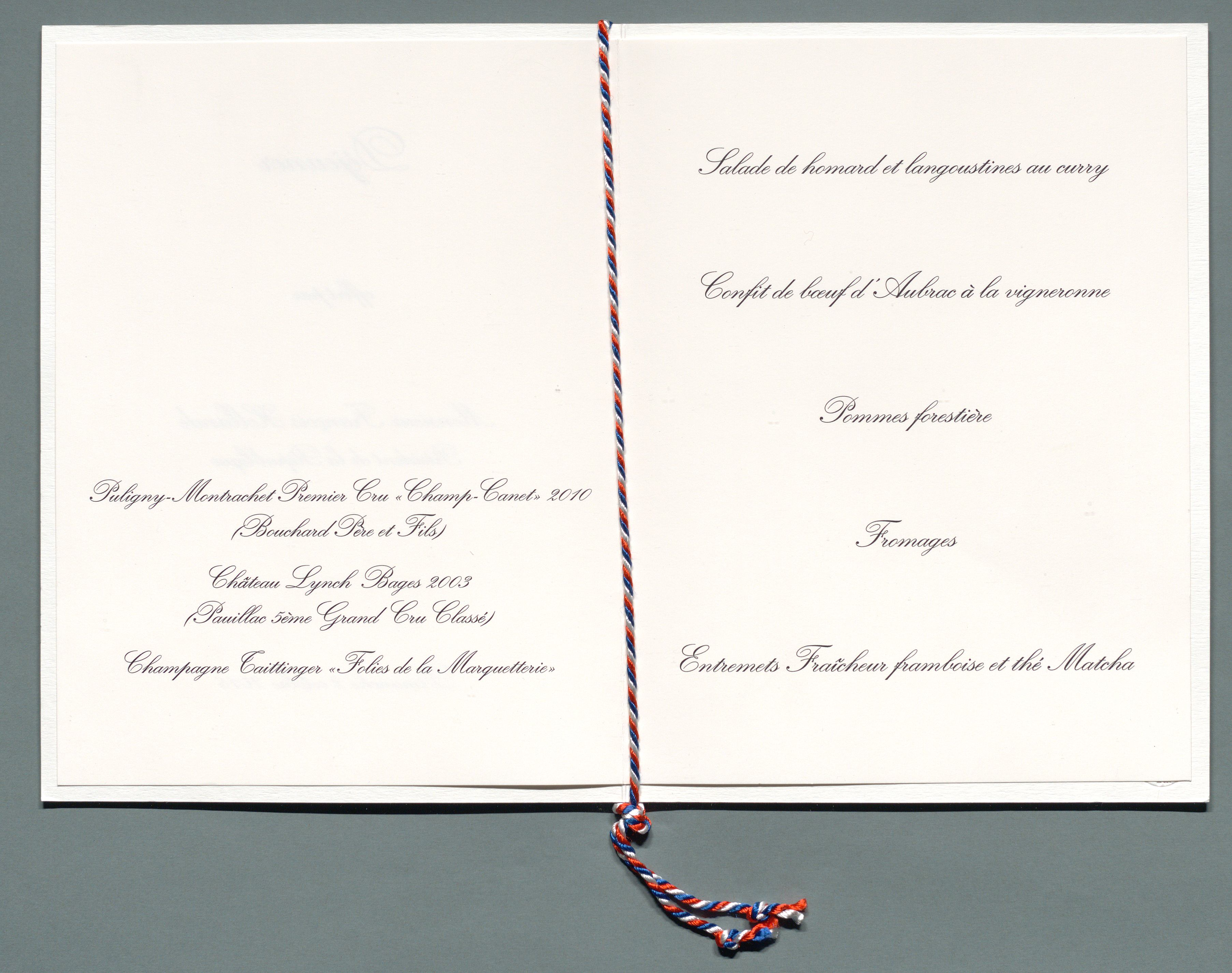
Menu du déjeuner offert le 2 octobre 2016 en l'honneur de Thomas Bach, président du CIO, à l'occasion de la candidature de Paris aux JO 2024 - Collection Guillaume Gomez.

Sous Jacques Chirac, Bernard Vaussion est élevé au rang de chef cuisinier. Il y avait été recruté en 1974. Il prend sa retraite en 2013. Un rôtissoire est installé. Guillaume Gomez, plus jeune lauréat de l’histoire dans la catégorie cuisine, au titre de meilleur ouvrier de France, est nommé chef adjoint. 
Le président François Hollande, au départ  de Bernard Vaussion, nomme Guillaume Gomez chef cuisinier du palais. Hollande visite les cuisines dès le lendemain de son investiture.
Emmanuel Macron, en mars 2021, fait de Guillaume Gomez son représentant personnel auprès des acteurs de la gastronomie, de l’alimentation et des arts de la table. Il devient également le premier ambassadeur de France de la gastronomie. Actuellement, le chef cuisinier est Fabrice Desvignes.

## Archives
En 2017 Guillaume Gomez confie quelques 1175 menus présidentiels, issus de sa collection personnelle, au fonds gourmand de la bibliothèque municipale de Dijon consacré à la gastronomie.